# Sitzfigur der Nebetpedju
In der ägyptischen Sammlung des Roemer- und Pelizaeus-Museum Hildesheim befindet sich die Sitzfigur der Dame Nebetpedju, eine gut erhaltene und sorgfältig gestaltete Sitzstatue aus dem Alten Reich, späte 6. Dynastie um 2200 v. Chr. Sie ist ein gutes Beispiel für die Veränderungen bzw. die zunehmende Auflösung der Proportionsstandards, die sich besonders bei den Grabstatuen von Angehörigen der einfachen und mittleren Beamtenschaft in der Zeit des späten Alten Reiches erkennen lassen.

## Fundort und Erhaltungszustand
Die Sitzfigur wurde während der Grabungsarbeiten von Hermann Junker im Jahre 1927 auf dem Westfriedhof in Gizeh gefunden. Sie befand sich im Serdab (Statuenkammer) der bescheidenen Ziegelmastaba der Nebetpedju hinter der südlichen Scheintür. Durch Fundteilung an Wilhelm Pelizaeus gelangte sie nach Hildesheim. Sie ist 33,4 cm hoch, 12,3 cm breit und 20 cm tief und in einem sehr guten Zustand; selbst die Bemalung ist noch weitgehend erhalten. Diese kleine Sitzstatue aus Kalkstein besticht durch ihr ungewöhnliches Aussehen.

## Beschreibung
Die Figur stellt die Dame Nebetpedju in förmlicher Haltung, auf einem würfelförmigen Sitz mit hoher Rückenlehne dar, die ihr bis zur Schulter reicht. Ihre Füße mit den fein gegliederten Zehen ruhen auf einer leicht nach vorn abfallenden Basis. Auf dem Kopf trägt sie die für Damen des Alten Reiches typische lange Strähnchenperücke, die in der Mitte gescheitelt ist. Unter der Perücke ist über der Stirn noch ihr natürliches Haar angedeutet. Nebetpedjus Blick ist leicht nach oben gerichtet.
Bekleidet ist die Frau mit einem enganliegenden weißen sogenannten Etui-Kleid, das durch die Sitzhaltung bis zur halben Wade hochgezogen ist. Zwei breite Träger verhüllen die Brüste und ein mehrreihiger, aufgemalter Schmuckhalskragen bedeckt ihr Dekolletee. Die Handgelenke der Dame sind mit je einem Armband geschmückt und oberhalb der Fußgelenke trägt sie weitere Schmuckbänder.
Die flach ausgestreckten Hände liegen auf den Oberschenkeln. Zwischen Armen und Körper sowie zwischen Beinen und Sitzhocker sind Verbindungsstege stehen gelassen und schwarz bemalt worden, was ihre Natur als „leerer Raum“ charakterisiert. Hals und Körper sind, wie üblich in dieser Zeit, gelb bemalt. Die Proportionen und die Ausführung der Details der Figur entsprechen nicht mehr ganz den künstlerischen Standards des hohen Alten Reiches. So wirken der große Kopf und die breiten Schultern im Verhältnis zum kurzen Hals und der kurze Oberkörper mit der sehr schmalen Taille in Relation zu den langen, schmalen Beinen nicht ganz lebensecht. Auch das Verhältnis der kräftigen Oberarme zu den kleinen Händen ist ungewöhnlich. Das breite Gesicht wird von den großen Augen mit plastisch betonten Lidern und den sehr dicht darüber liegenden Augenbrauen bestimmt. Die dominante Nase wirkt etwas zu klobig, der Mund ist dagegen zierlich.
Der Gesamteindruck zeigt deutlich, dass die Statue von einem Bildhauer geschaffen wurde, der die Proportionsstandards des Alten Reiches nicht in derselben Weise beachtete wie etwa ein Bildhauer, der für die höchsten Kreise der altägyptischen Gesellschaft arbeitete. Dennoch konnte er mit dieser Sitzstatue mit Hilfe sorgfältig gestalteter Details und der Bemalung einen wirksamen, für die Ewigkeit gedachten Ersatzkörper für die verstorbene Dame Nebetpedju erschaffen.